# موريتالا أوغونبيي
موريتالا أوغونبيي (بالفرنسية: Mouritala Ola Ogounbiyi)‏ (مواليد 10 أكتوبر 1982 في أوتا) لاعب كرة قدم بنيني دولي يجيد اللعب في خط الوسط . يلعب حاليا لصالح نادي غينغان الفرنسي من سنة 2008 .

## روابط خارجية
- موريتالا أوغونبيي على موقع الاتحاد الدولي (مؤرشف)  (الإنجليزية)
- موريتالا أوغونبيي على موقع الاتحاد الدولي (مؤرشف)  (الإنجليزية)
- موريتالا أوغونبيي على موقع قاعدة بيانات كرة القدم.إي يو (الإنجليزية)
- موريتالا أوغونبيي على موقع بيانات كرة القدم. دي إي (الألمانية)
- موريتالا أوغونبيي على موقع ناشيونال فوتبول تيمز (الإنجليزية)
- موريتالا أوغونبيي على موقع Soccerway.com (الإنجليزية)
- موريتالا أوغونبيي على موقع عالم كرة القدم.نت (الإنجليزية)